# The Edukators
Pour plus de détails, voir Fiche technique et Distribution.
The Edukators (titre original : Die fetten Jahre sind vorbei, littéralement « Les années grasses sont révolues ») est un film germano-autrichien réalisé par Hans Weingartner et sorti en Allemagne en 2004. Le film a été présenté en sélection officielle en compétition lors du Festival de Cannes 2004.

## Synopsis
Le film raconte l'enlèvement d'un homme d'affaires par trois jeunes activistes anti-capitalistes, Jule (Julia Jentsch), son petit ami Peter (Stipe Erceg) et le meilleur ami de Peter, Jan (Daniel Brühl).
Jule est une serveuse qui a une dette de 100 000 euros envers un homme d'affaires dont elle a embouti la luxueuse voiture. Elle sort avec Peter qui est souvent absent la nuit avec son meilleur ami Jan ; ils prétendent coller des affiches.
Lors d'un voyage à Barcelone de Peter, Jan aide Jule à remettre en état son appartement. Les deux jeunes vont alors apprendre à se connaître et Jan révèle à Jule la vérité sur leur travail nocturne quand celle-ci, à l'occasion d'une invitation à diner, découvre les études de Jan sur la sécurité de villas : ils s'introduisent la nuit dans les villas luxueuses et désertes de Berlin pour changer le mobilier de place et laisser une lettre avertissant les propriétaires des lieux que leurs « années de vaches grasses se sont écoulées ». Les lettres sont signées Les Édukateurs. De cette manière, ils veulent avertir les gens riches qu'ils ne sont pas à l'abri derrière leur argent.  Les Édukateurs ne volent rien dans les maisons.
Jule veut essayer et propose de visiter la maison de son créancier qui s'appelle Hardenberg. Lors de leur visite, Jule et Jan s'embrassent mais Jan préfère arrêter pour ne pas trahir son ami Peter.
Le lendemain Peter rentre de Barcelone, Jan et Jule décident de ne rien lui dire. Jule découvre rapidement qu'il lui manque son téléphone portable, Jan décide alors de retourner chez Hardenberg. Le soir même, ils retrouvent le portable dans la maison mais lorsqu'ils s'apprêtent à partir, Hardenberg rentre et reconnaît Jule. Pris de panique, Jan l'assomme. Ne sachant que faire, ils appellent Peter pour les aider.
Les trois jeunes décident alors de l'emmener dans le chalet de l'oncle de Jule. Ce chalet est isolé dans la montagne. Durant sa captivité, Hardenberg révèle son passé de leader du parti étudiant socialiste. C'était un ami de Rudi Dutschke. Hardenberg a abandonné ses idéaux et fait carrière pour fonder sa famille.
Jan et Jule se rapprochent, mais Peter devine finalement leur relation et part du chalet après avoir hurlé sur Jan. Il y revient finalement après une soirée.
Ils décident alors de ramener Hardenberg chez lui. En partant, Hardenberg donne une lettre à Jule qui la libère de sa dette, il leur dit alors qu'ils n'ont pas à s'inquiéter pour la police. Seul dans sa villa, Hardenberg semble un moment hésiter à abandonner sa vie aisée. À la fin du film, la police envahit l'appartement de Peter et Jan. Cette scène est en parfaite synchronisation par rapport à une autre scène qui se déroule dans un autre lieu ; cela a pour objectif de faire monter le stress du spectateur. On voit Hardenberg dans une voiture de police laissant supposer qu'il les a finalement dénoncés. Sur un des murs de l'appartement, il est écrit : « Manche Menschen ändern sich nie. » (« Certaines personnes ne changent jamais. »).

## Fiche technique
- Titre : The Edukators
- Titre original : Die fetten Jahre sind vorbei
- Réalisation : Hans Weingartner
- Scénario : Katharina Held et Hans Weingartner
- Photographie : Daniela Knapp et Matthias Schellenberg
- Musique : Andreas Wodraschke
- Montage : Dirk Oetelshofen et Andreas Wodraschke
- Production : Hans Weingartner et Antonin Svoboda
- Langue : allemand
- Date de sortie : 2004

## Distribution
- Daniel Brühl (VF : Damien Witecka) : Jan
- Julia Jentsch (VF : Chloé Berthier) : Jule
- Stipe Erceg (VF : Laurent Natrella) : Peter
- Burghart Klaussner (VF : Jean-Yves Chatelais) : Hardenberg
- Peer Martiny : propriétaire de villa
- Petra Zieser : propriétaire de villa
- Sebastian Butz : fils
- Oliver Bröcker : militant anti-mondialisation
- Knut Berger : militant anti-mondialisation
- Bernhard Bettermann : chef de Jule
- Hanns Zischler : locataire
- Sylvia Haider : femme nouveau riche
- Claudia Jakobshagen : femme nouveau riche
- Lara Schützsack : connaissances de Peter

## Distinctions
- Le film a été présenté en sélection officielle au Festival de Cannes 2004. C'était la première fois depuis 1993 qu'un film produit en langue allemande entrait en compétition au Festival de Cannes. Sur place, le film a été accueilli par une ovation debout.
- Le film a également été récompensé au Festival du film de Munich.
- À la remise du Prix du cinéma européen 2004, Daniel Brühl a été nommé pour le prix du meilleur acteur mais a dû s'incliner devant Javier Bardem pour le film Mar adentro.
- Au Prix du film allemand 2005, le film a reçu  le titre de Meilleur film d'argent, et Burghart Klaußner a reçu la récompense de meilleur rôle secondaire. À cela s'ajoute une nomination pour la meilleure mise en scène[1].

## Accueil
Le film a reçu en Europe 1,3 million d'entrées – parmi lesquelles 900 000 en Allemagne, 70 000 en Autriche et 70 000 en Suisse. Les pays non germanophones où le film a fait le plus d'entrées sont la Turquie et la France, où environ 70 000 personnes sont allés voir le film.

## Commentaires
- Le film a été volontairement tourné avec des caméras numériques tenues à la main, c'est pourquoi parfois l'image tangue.
- La morceau de musique que l'on entend sur le menu du DVD ainsi que dans la bande-annonce du film est Easy to Love du groupe Slut ohne Gesang.
- Le réalisateur voulait laisser le film se terminer avec la fin « triste », comme on peut le voir sur la version « cinéma ». En raison de remarques récurrentes, il s'est finalement décidé à inclure la version positive sur le DVD.
- Une statue volée à Bernard Madoff lui a ensuite été retournée avec le message suivant : « Bernie l'escroc : merci de rendre ce bien à ses propriétaires légitimes. » Le message était signé The Educators. C'était une référence évidente au film, bien que dans le film les personnages ne volent jamais rien dans les maisons où ils pénètrent[3].
- Il a été question de produire un remake de ce film, cette fois-ci en langue originale anglaise plutôt qu'allemande, et se déroulant aux États-Unis au lieu de Berlin[4]. Daniel Brühl a dit avoir une préférence pour l'acteur Jake Gyllenhaal qui pourrait assurer le rôle de Jan.

## Bande-son
| No  | Titre                    | Artiste            | Durée |
| --- | ------------------------ | ------------------ | ----- |
| 1.  | Gemini                   | One Inch Punch     |       |
| 2.  | The Mahdi and the Masses | Cable Car Theory   |       |
| 3.  | Heimweh                  | Freddy Quinn       |       |
| 4.  | Hyperspace               | Nada Surf          |       |
| 5.  | The Real Sky             | Sam Genders        |       |
| 6.  | Mondo 77                 | Looper             |       |
| 7.  | Easy to Love             | Slut               |       |
| 8.  | Piano Groove             | Needs              |       |
| 9.  | 68'er Funk               | Andreas Wodraschke |       |
| 10. | Hallelujah               | Jeff Buckley       |       |
| 11. | Knights of the Jaguar    | BeigeGT            |       |